# マレーシア華人協会

党旗

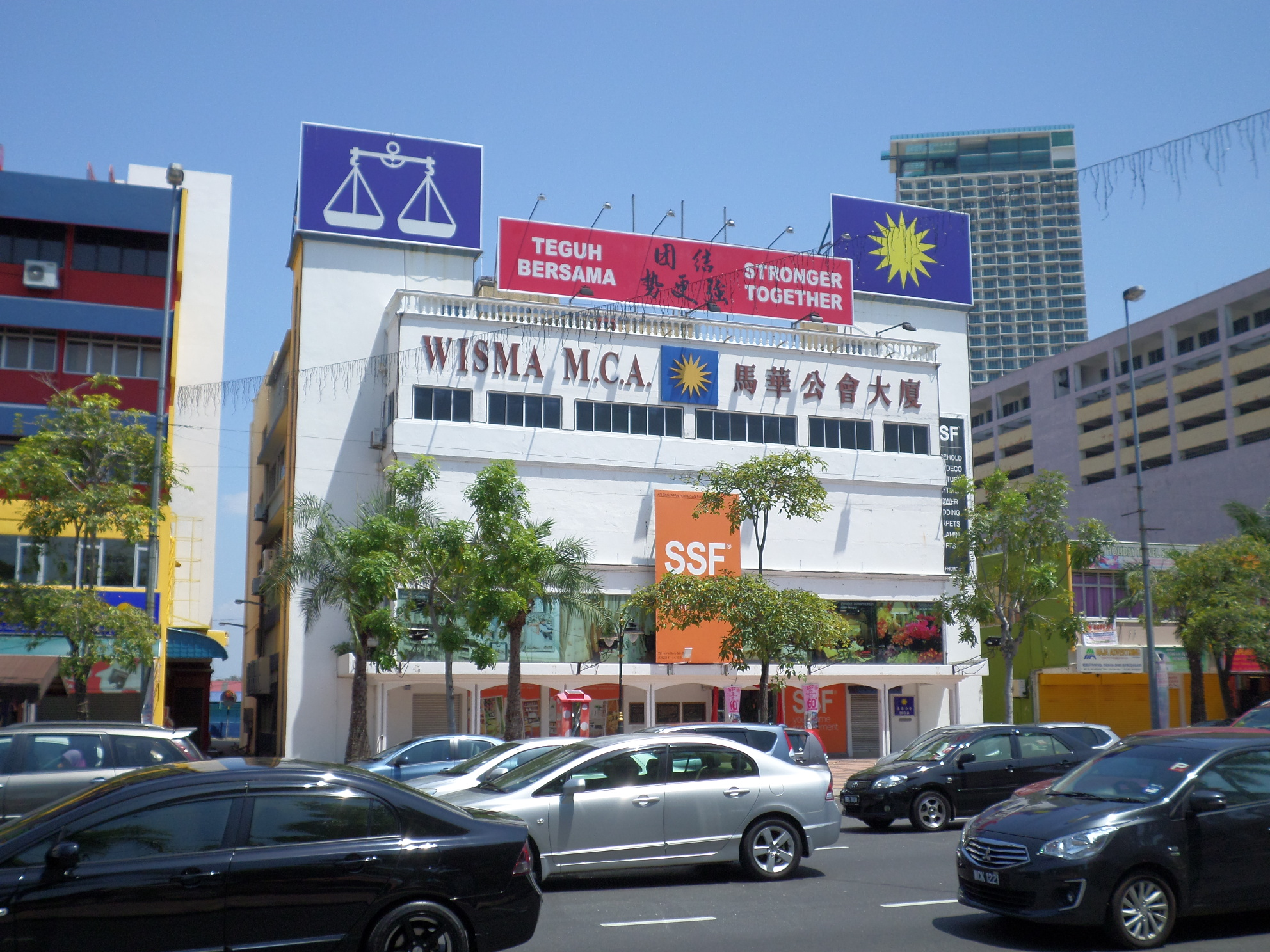
ムラカ州のマレーシア華人協会支部

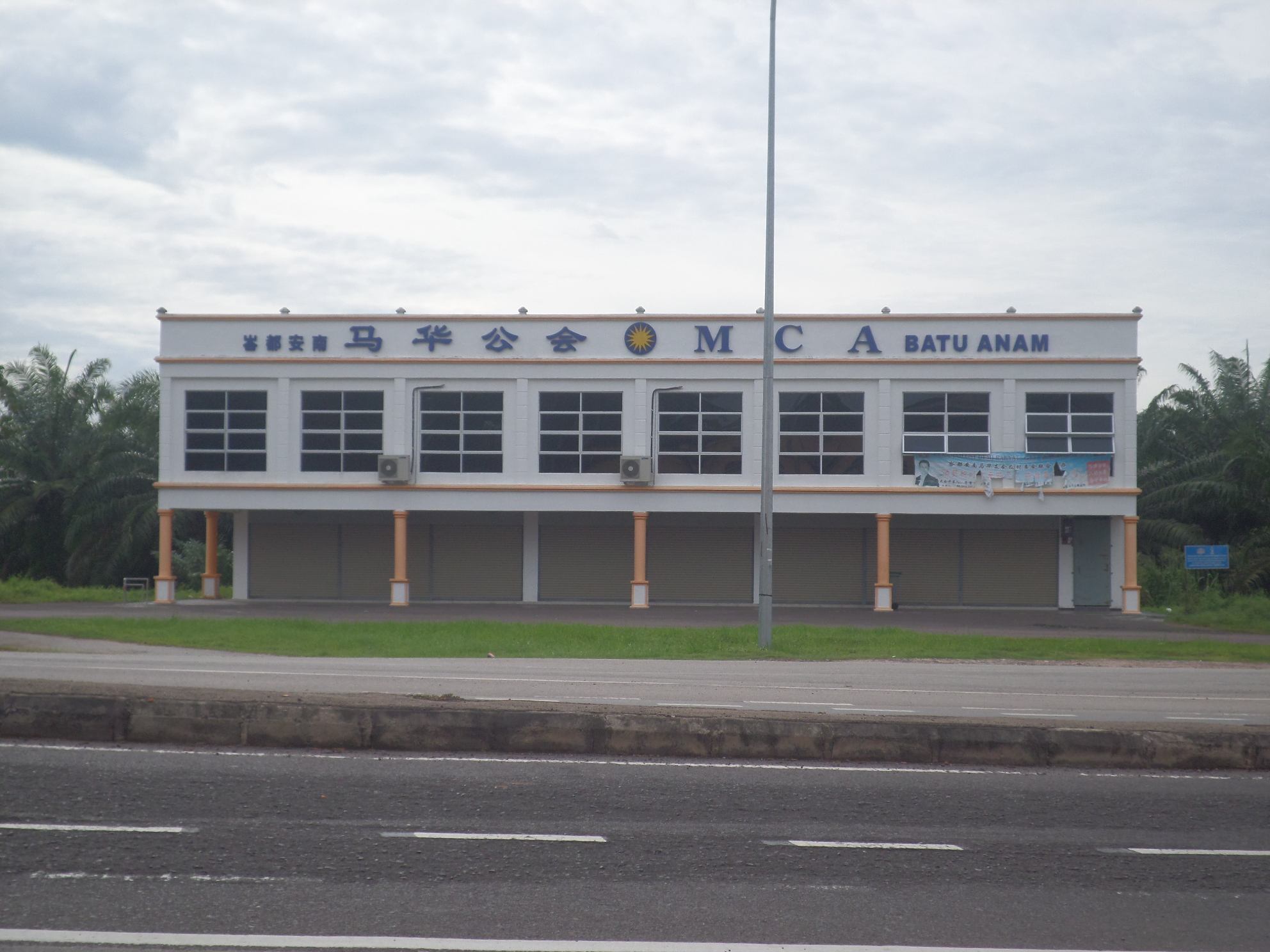
ジョホール州のマレーシア華人協会支部

マレーシア華人協会（マレーシアかじんきょうかい、簡体字: 马来西亚华人公会; 繁体字: 馬來西亞華人公會、マレー語: Persatuan Cina Malaysia、英語: Malaysian Chinese Association) は、1949年に結成されたマレーシアの政党である。略称は馬華（簡体字: 马华、英語: MCA）。

## 概説
党員は中国系住民（華人）に限定されており、そのうち経済界および中産階級の権益を中心に代表する。
独立後、マレー系の統一マレー国民組織（UMNO）およびマレーシア・インド人会議（MIC）と連携し一貫して連立与党の地位にあり、現在も与党連合である国民戦線（BN、ms:Barisan Nasional）における第2勢力である。2004年の総選挙ではBNを構成する各政党との小選挙区での候補者調整など緊密な選挙協力のもと、14.2％の得票で31議席を獲得した。しかし2008年総選挙では与党批判の中で大幅に議席を失い、15議席にとどまった。
もともと中国系住民のなかでも左派に支持者が多かったマラヤ共産党に対抗するため中国国民党の影響下で結成された経緯があり、反共保守の色彩が強い。
協会自体が実業に直接関与しており、代表的なものとしてマレーシア最大の英語紙『スター』の発行がある。